# ميخائيل ر. بيري
ميخائيل ر. بيري (بالإنجليزية: Michael R. Perry)‏ هو كاتب سيناريو أمريكي، ولد في 15 أبريل 1963 في كولومبوس في الولايات المتحدة.